# Оанча (Галац)
Оанча (рум. Oancea) — село у повіті Галац в Румунії. Входить до складу комуни Оанча.
Село розташоване на відстані 228 км на північний схід від Бухареста, 55 км на північ від Галаца, 143 км на південь від Ясс.

## Населення
За даними перепису населення 2002 року у селі проживала 1421 особа. Усі жителі села рідною мовою назвали румунську.
Національний склад населення села:
| Національність | Кількість осіб | Відсоток |
| -------------- | -------------- | -------- |
| румуни         | 1412           | 99,4%    |
| цигани         | 9              | 0,6%     |